# Kymatocalyx rhizomatica
Kymatocalyx rhizomatica là một loài rêu tản trong họ Cephaloziellaceae. Loài này được (Herzog) Gradst. & Váňa miêu tả khoa học lần đầu tiên năm 1999.